# Columna Andalusia-Extremadura
La Columna Andalucía-Extremadura va ser una Milícia confederal composta per militants i obrers d'ideologia anarquista que va participar en la Guerra Civil Espanyola, especialment al fronts de Còrdova i Jáen.

## Historial d'operacions
Inicia la seva organització a Bujalance a la fi de setembre de 1936 una vegada perdudes pels republicans les localitats de Castro del Río i Espejo. SLa seva primera acció de guerra va estar el 21 d'octubre de 1936 en l'operació frustrada de recuperar Castro del Río, si bé, van aconseguir èxits en prendre part del poble, veient-se en la necessitat d'abandonar-lo per a retrocedir a Bujalance. Durant la tardor es va dedicar a fortificar la línia de front, la qual no va poder utilitzar durant l'ofensiva rebel del 20 de desembre (la denominada Campaña de l'Oliva) segons la qual, es va arribar a un autèntic desastre amb la pèrdua de les localitats dEl Carpio, Villafranca de Córdoba, Montoro, Bujalance i Villa del Río. Al desembre de 1936 es comptaven 4.700 milicians en la columna.
Després de la derrota van retrocedir cap a Villa del Río per a arribar fins a Andújar (Jaén). Es va desplaçar les restes de la Columna a Manzanares (Ciudad Real) on es va reorganitzar durant el mes de gener de 1937 incorporant-se definitivament a la 88a Brigada Mixta, unitat militaritzada però també de caràcter anarquista. Tornarien a principis de 1937 en el front de Villa del Río, fins que van ser requerits urgentment per a participar en la batalla de Pozoblanco i posterior contraofensiva, aconseguint les Brigades concurrents una victòria sobre les forces revoltades de Queipo de Llano. Posteriorment ocuparia posicions al front d'Hinojosa del Duque i Belalcázar.

## Estructura i composició
La Columna Andalusia–Extremadura tenia la característica comuna de ser tots els seus components membres de CNT-FAI. El comandament va estar en mans dels germans Juan, Francisco i Sebastián Rodríguez Muñoz anomenats “Los Jubiles”, famosos anarquistes de Bujalance. La procedència dels efectius humans de la Columna estaven en les anomenades Centúries de la FAI-CNT, tals com: 
- La Centuria de los Gavilanes de Bujalance, el Batallón Arcas, Batallón Zímermán integrat per àcrates sevillans i el Batallón Pancho Villa procedents de Jaén, Castro del Río i Baena.

- El Batallón de Alcoy creat per milicians valencians que ja havien operat en la fallida presa Córdoba el 20 d'agost de 1936 i posteriorment a Cerro Muriano.

- El Batallón Fermín Salvochea format el 20 d'agost en Almodóvar del Río els membres del qual eren d'aquesta localitat i també de Villaviciosa; Tenien com a comissari polític a l'antic alcalde d'Almodóvar. S'incorporen a la Columna després de la defensa de Villaviciosa.